# بئر السدران (الرقة)
بئر السدران قرية سورية تتبع ناحية المنصورة في منطقة الثورة في محافظة الرقة. بلغ عدد سكانها 953 نسمة في عام 2004 حسب إحصاء المكتب المركزي للإحصاء.